# PI4K2A
PI4K2A (англ. Phosphatidylinositol 4-kinase type 2 alpha) – білок, який кодується однойменним геном, розташованим у людей на короткому плечі 10-ї хромосоми. Довжина поліпептидного ланцюга білка становить 479 амінокислот, а молекулярна маса — 54 022.
| 10         |  | 20         |  | 30         |  | 40         |  | 50         |
| ---------- |  | ---------- |  | ---------- |  | ---------- |  | ---------- |
| MDETSPLVSP |  | ERAQPPDYTF |  | PSGSGAHFPQ |  | VPGGAVRVAA |  | AAGSGPSPPG |
| SPGHDRERQP |  | LLDRARGAAA |  | QGQTQTVAAQ |  | AQALAAQAAA |  | AAHAAQAHRE |
| RNEFPEDPEF |  | EAVVRQAELA |  | IERCIFPERI |  | YQGSSGSYFV |  | KDPQGRIIAV |
| FKPKNEEPYG |  | HLNPKWTKWL |  | QKLCCPCCFG |  | RDCLVLNQGY |  | LSEAGASLVD |
| QKLELNIVPR |  | TKVVYLASET |  | FNYSAIDRVK |  | SRGKRLALEK |  | VPKVGQRFNR |
| IGLPPKVGSF |  | QLFVEGYKDA |  | DYWLRRFEAE |  | PLPENTNRQL |  | LLQFERLVVL |
| DYIIRNTDRG |  | NDNWLIKYDC |  | PMDSSSSRDT |  | DWVVVKEPVI |  | KVAAIDNGLA |
| FPLKHPDSWR |  | AYPFYWAWLP |  | QAKVPFSQEI |  | KDLILPKISD |  | PNFVKDLEED |
| LYELFKKDPG |  | FDRGQFHKQI |  | AVMRGQILNL |  | TQALKDNKSP |  | LHLVQMPPVI |
| VETARSHQRS |  | SSESYTQSFQ |  | SRKPFFSWW  |  |            |  |            |

A: Аланін

C: Цистеїн

D: Аспарагінова кислота

E: Глутамінова кислота

F: Фенілаланін

G: Гліцин

H: Гістидин

I: Ізолейцин

K: Лізин

L: Лейцин

M: Метіонін

N: Аспарагін

P: Пролін

Q: Глутамін

R: Аргінін

S: Серин

T: Треонін

V: Валін

W: Триптофан

Кодований геном білок за функціями належить до трансфераз, кіназ, фосфопротеїнів. 
Задіяний у такому біологічному процесі, як ацетилювання. 
Білок має сайт для зв'язування з АТФ, нуклеотидами. 
Локалізований у клітинній мембрані, мембрані, мітохондрії, клітинних контактах, клітинних відростках, цитоплазматичних везикулах, апараті гольджі, синапсах, синаптосомах, ендосомах.